# Steven Yeun
Yeun Sang-yeop, conegut artísticament com a Steven Yeun (coreà: 연상엽; Seül, 21 de desembre de 1983) és un actor coreà, més conegut pel seu paper de Glenn Rhee a la sèrie de televisió The Walking Dead.

## Primers anys de vida
Steven Yeun va néixer el 21 de desembre de 1983 a Seül, Corea del Sud, fill de Je i June Yeun. El seu pare era arquitecte a Corea del Sud, abans de traslladar la seva família el 1988 a Regina, Canadà. Després, la família es va traslladar a Taylor i més tard a Troy, on l'actor va viure fins que es va graduar a la Troy High School el 2001.
Criat en una família cristiana, que parlava principalment coreà a casa, l'actor va assistir a l'escola elemental Ruth M. Buck. Els seus pares van començar a anomenar-lo "Steven" després de conèixer un metge amb aquest nom. Els seus pares eren propietaris de botigues de productes de bellesa a Detroit Yeun va obtenir una llicenciatura en psicologia al Kalamazoo College el 2005.

## Carrera

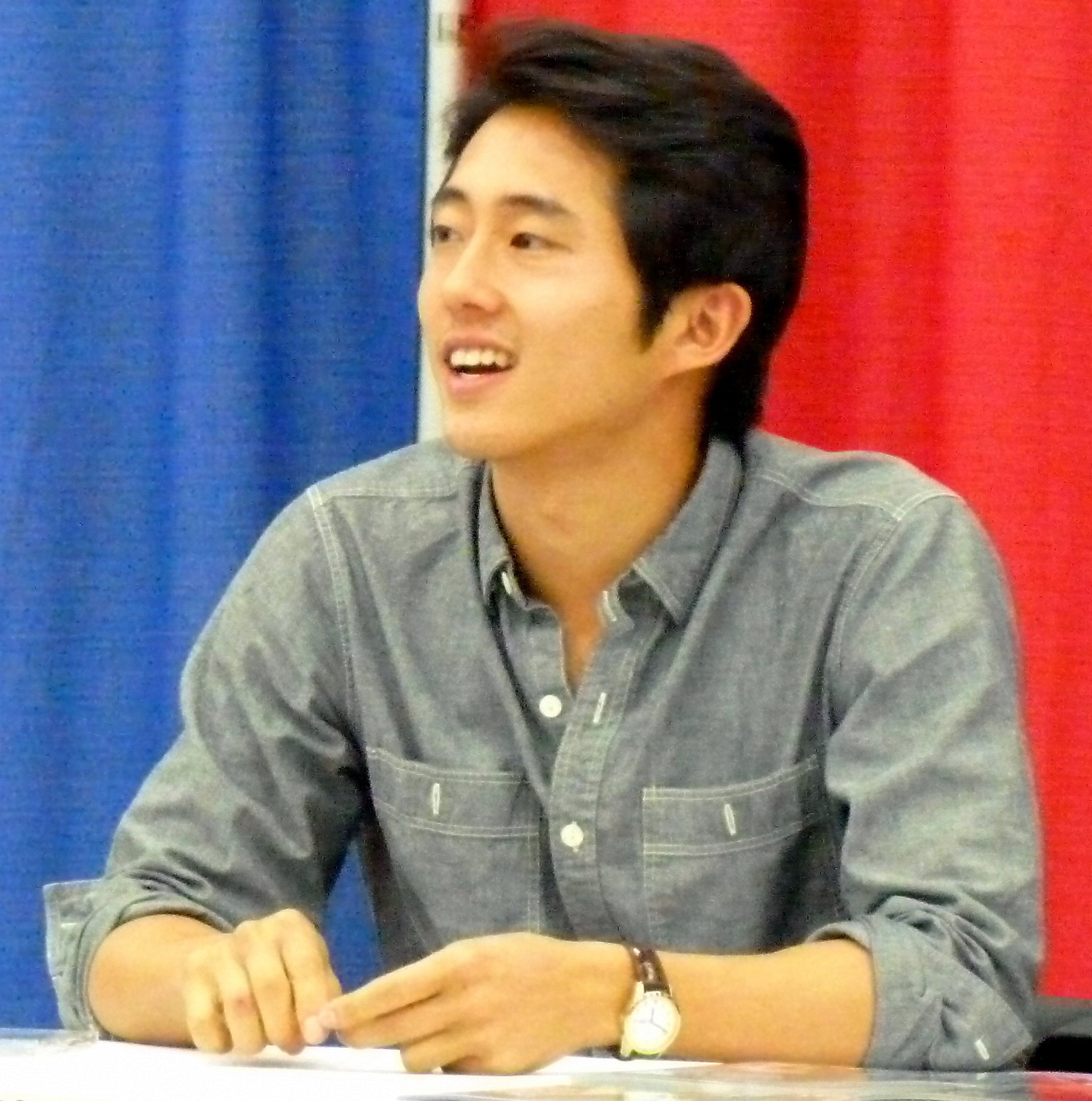
Steven Yeun el 2011

El seu interès per l'actuació es va despertar durant el primer any a la universitat, quan va fer una audició per al grup d'actuació de l'escola, els Monkapults. Inicialment va ser rebutjat, però va ser incorporat al grup durant el seu segon any. Yeun va revelar als seus pares que planejava seguir una carrera d'actor a Chicago en lloc de matricular-se a la facultat de dret o medicina. Els seus pares, encara que no contents amb la seva decisió, li van donar suport. Yeun es va traslladar a Chicago el 2005, a Lincoln Square, juntament amb el seu germà. Aquí es va unir a Stir Friday Night, un grup de comèdia format per membres asiàtic-americans. Després es va unir a la companyia de teatre de comèdia de Chicago The Second City abans de traslladar-se a Los Angeles l'octubre de 2009.

### The Walking Dead (2010–2016)

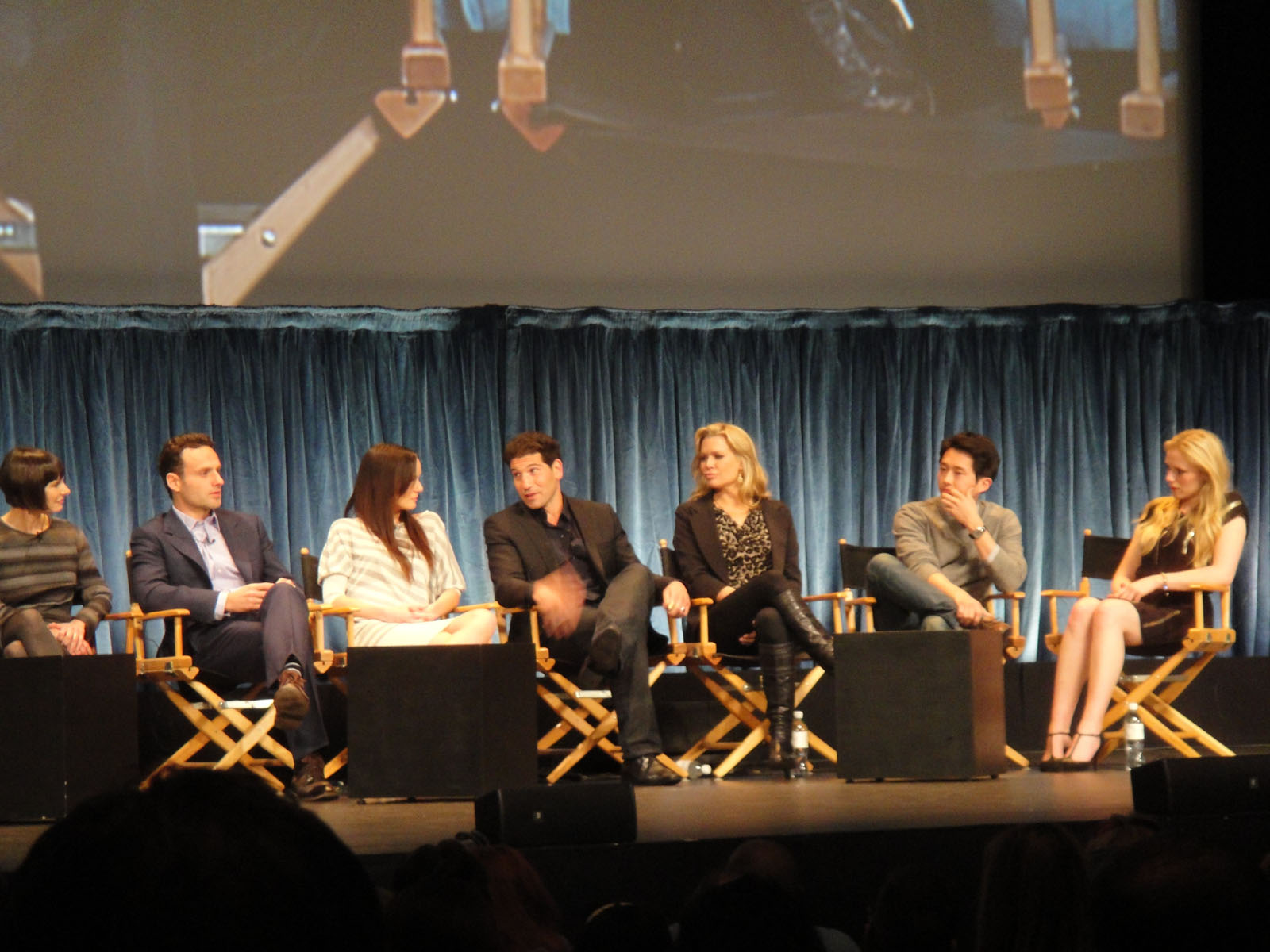
Steven Yeun amb altres membres del repartiment de The Walking Dead el 2011

El paper que va iniciar la seva carrera és el de Glenn Rhee a l'aclamada sèrie de televisió The Walking Dead. La sèrie va començar el 2010 i inclou un grup de personatges que lluiten per sobreviure en un món apocalíptic violent infestat de zombis. Segons la revista Variety, l'actor va ser "una gran part" de l'èxit de l'espectacle; el seu personatge es va desenvolupar "des d'un jove membre de la tripulació principal del programa fins a un heroi d'acció i un símbol sexual de bona fe". Va deixar el programa després de set temporades el 2016.

### Cinema
El 2017 va protagonitzar la pel·lícula de terror d'acció de Joe Lynch Mayhem. El mateix any va participar en la pel·lícula Okja, dirigida per Bong Joon-ho. La pel·lícula va competir per a la Palma d'Or a la secció de competició principal del Festival de Cinema de Canes 2017. El 2018 va protagonitzar al costat de Lakeith Stanfield la comèdia negra Sorry to Bother You. El mateix any, va protagonitzar la pel·lícula Burning, dirigida per Lee Chang-dong.

## Vida privada
Yeun es va casar amb la fotògrafa Joana Pak el 3 de desembre de 2016. Viuen a Los Angeles i tenen dos fills junts.

## Filmografia

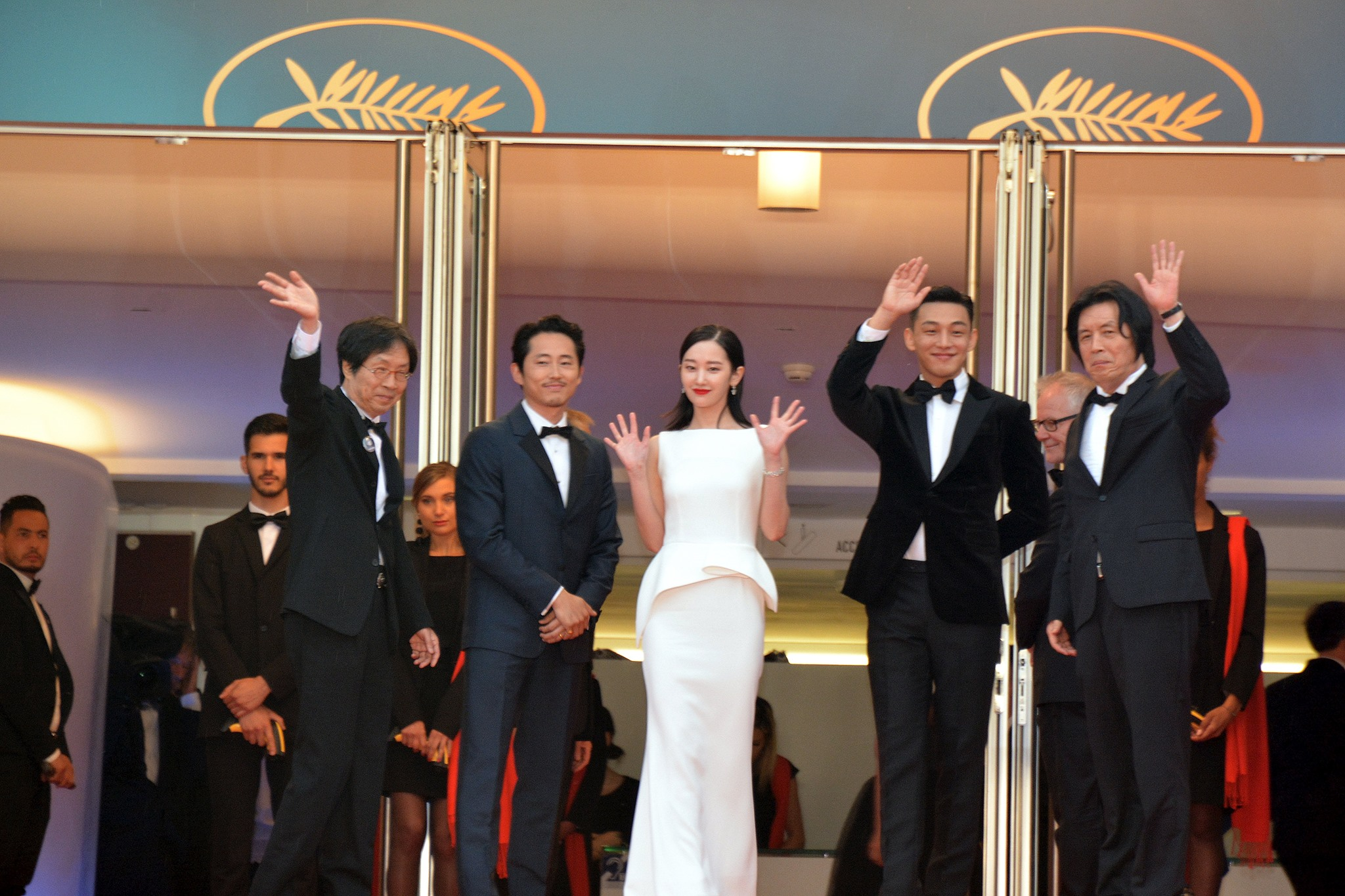
Yeun al Festival de Cannes 2018

### Actor
| Any  | Títol                               | Paper             | Notes                    |
| ---- | ----------------------------------- | ----------------- | ------------------------ |
| 2009 | My Name Is Jerry                    | Chaz              |                          |
| 2014 | I Origins                           | Kenny             |                          |
| 2017 | Mayhem                              | Derek Cho         |                          |
| 2017 | Okja                                | K                 |                          |
| 2018 | Sorry to Bother You                 | Squeeze           |                          |
| 2018 | Burning                             | Ben               |                          |
| 2020 | Minari: Història de la meva família | Jacob Yi          | També productor executiu |
| 2021 | The Humans                          | Richard           |                          |
| 2022 | Nope                                | Ricky “Jupe” Park |                          |
| 2024 | Mickey 17                           | Berto             |                          |

| Any       | Títol                    | Paper         | Notes         |
| --------- | ------------------------ | ------------- | ------------- |
| 2010–2016 | The Walking Dead         | Glenn Rhee    | 66 episodis   |
| 2010      | The Big Bang Theory      | Sebastian     | episodi: 3x22 |
| 2011      | Law & Order: Los Angeles | Ken Hasui     | episodi: 1x15 |
| 2011      | Warehouse 13             | Gibson Rice   | episodi: 3x06 |
| 2012      | NTSF:SD:SUV::            | Ricky Meeker  | episodi: 2x01 |
| 2012      | Harder Than it Looks     | Steven        | episodi: 1x08 |
| 2013      | Filthy Preppy Teen$      | Martin        |               |
| 2014      | Drunk History            | Daniel Inouye | episodi: 2x07 |
| 2019      | Weird City               | Barsley       | episodi: 1x05 |
| 2019      | The Twilight Zone        | A. Traveler   | episodi: 1x04 |
| 2023      | Beef                     | Danny Cho     | 10 episodis   |

| Any  | Títol            | Paper  | Notes           |
| ---- | ---------------- | ------ | --------------- |
| 2009 | The Kari Files   | Chip   | Pel·lícula Curt |
| 2010 | Carpe Millennium | Kevin  | Pel·lícula Curt |
| 2010 | Blowout Sale     | Client | Pel·lícula Curt |

### Productor
| Any  | Títol                               |
| ---- | ----------------------------------- |
| 2020 | Minari: Història de la meva família |

### Actor de veu
| Any          | Títol                                      | Paper                          | Notes                    |
| ------------ | ------------------------------------------ | ------------------------------ | ------------------------ |
| 2007         | Crysis                                     | Soldat de Corea del Nord 2     | videojoc                 |
| 2008         | Crysis Warhead                             | Soldat de Corea del Nord 2     | videojoc                 |
| 2013         | Avatar, la llegenda de la Korra            | Avatar Wan                     | episodis: 2x07-2x08-2x14 |
| 2014         | American Dad!                              | Charles                        | episodi: 10x03           |
| 2016–2018    | Voltron, el defensor llegendari            | Keith                          | 64 episodis              |
| 2016–2018    | Trollhunters: Contes d'Arcàdia             | Steve Palchuk                  | 24 episodis              |
| 2017         | The Star: The Story of the First Christmas | Bo                             | pel·lícula d'animació    |
| 2018–2021    | Final Space                                | El petit Cató Veus addicionals | 36 episodis              |
| 2018–2019    | Els 3 de sota: Contes d'Arcàdia            | Steve Palchuk                  | 19 episodis              |
| 2019–2022    | Tuca & Bertie                              | Speckle                        | 15 episodis              |
| 2020         | Mags: contes d'Arcàdia                     | Steve Palchuk                  | 10 episodis              |
| 2021–present | Invencible                                 | Mark Grayson / Invincible      | 8 episodis               |